# Tom Koral
Thomas „Tom“ Koral (* 3. August 1983) ist ein professioneller US-amerikanischer Pokerspieler. Er ist zweifacher Braceletgewinner der World Series of Poker.

## Persönliches
Koral machte einen Abschluss in Finanzwesen. Er lebt in Chicago.

## Pokerkarriere

### Werdegang
Koral begann 2002 mit Poker. Er zahlte 75 US-Dollar bei einem Onlinepokerraum ein und baute dieses Geld auf eine sechsstellige Summe aus. Auf den Plattformen Full Tilt Poker und UltimateBet spielte er unter dem Nickname tommyboy83. Im Januar 2012 war er einer von acht Spielern, die UltimateBet aufgrund des „Superuser-Skandals“ auf insgesamt 10 Millionen US-Dollar Schadenersatz verklagten.
Seine ersten Geldplatzierungen bei Live-Pokerturnieren erzielte der Amerikaner im Juni 2005 bei der World Series of Poker (WSOP) im Rio All-Suite Hotel and Casino in Paradise am Las Vegas Strip. Dort war er bei drei Turnieren der Variante No Limit Hold’em erfolgreich und belegte u. a. den mit knapp 50.000 US-Dollar dotierten 152. Platz im Main Event. Anfang Juni 2006 erreichte Koral beim Main Event der World Poker Tour im Mandalay Bay Resort and Casino am Las Vegas Strip den Finaltisch und erhielt für einen siebten Platz knapp 70.000 US-Dollar. Bei der WSOP 2007 saß er am Finaltisch der Weltmeisterschaft in Limit Hold’em und beendete diese als Sechster, was ihm rund 55.000 US-Dollar einbrachte. Ende Oktober 2008 wurde der Amerikaner beim Main Event des WSOP-Circuits in Hammond Zweiter und erhielt mehr als 125.000 US-Dollar. Beim Main Event des PokerStars Caribbean Adventures auf den Bahamas belegte er im Januar 2010 den mit über 200.000 US-Dollar dotierten achten Rang. Anfang März 2011 entschied Koral das Main Event des Chicago Poker Classic in Hammond für sich und sicherte sich eine Siegprämie von mehr als 225.000 US-Dollar. Bei der WSOP 2011 erzielte er drei Geldplatzierungen, wobei er sein höchstes Preisgeld von rund 160.000 US-Dollar für seinen 47. Platz im Main Event erhielt. Nachdem er einige Jahre ohne größere Turniererfolge geblieben war, erreichte er bei der WSOP 2017 wieder einen Finaltisch in der gemischten Variante H.O.R.S.E. und gewann wenige Tage später ein Event in Seven Card Stud. Dafür setzte sich der Amerikaner gegen 297 andere Spieler durch und sicherte sich ein Bracelet sowie den Hauptpreis von knapp 100.000 US-Dollar. Zwei Jahre später siegte er bei einem Turnier der WSOP 2019 mit einem Teilnehmerfeld von über 2500 Spielern und erhielt sein zweites Bracelet sowie sein bisher höchstes Preisgeld von rund 530.000 US-Dollar.
Insgesamt hat sich Koral mit Poker bei Live-Turnieren mehr als 2,5 Millionen US-Dollar erspielt.

### Braceletübersicht
Koral kam bei der WSOP 68-mal ins Geld und gewann zwei Bracelets:
| Jahr | Buy-in (in $) | Turnier                       | Teilnehmer | Preisgeld (in $) |
| ---- | ------------- | ----------------------------- | ---------- | ---------------- |
| 2017 | 1500          | Seven Card Stud               | 0298       | 096.907          |
| 2019 | 1500          | No-Limit Hold’em Double Stack | 2589       | 530.164          |